# Bikompleksno število
| × | 1 | i  | j | k  |
| - | - | -- | - | -- |
| 1 | 1 | i  | j | k  |
| i | i | −1 | k | −j |
| j | j | k  | 1 | i  |
| k | k | −j | i | −1 |

Bikompleksno število (tudi tesarina) je hiperkompleksno število, ki ima obliko 
{\displaystyle t=w+xi+yj+zk,\quad w,x,y,z\in R}
kjer je 
- {\displaystyle ij=ji=k,\quad i^{2}=-1,\quad j^{2}=+1}.

Tesarine je uvedel angleški odvetnik in matematik James Cockle (1819 – 1895) v letu 1848.
Tesarine so najbolj znane po podalgebri realnih tesarin, ki imajo obliko {\displaystyle w+yj\,}, ki jih imenujemo tudi hiperbolična števila (razcepljena ali razklana kompleksna števila), ki predstavljajo parametrizacijo enotske hiperbole. 

## Linearna predstavitev
Za bikompleksno število (tesarino) {\displaystyle t=w+xi+yj+zk\,} velja {\displaystyle t=(w+xi)+(y+zi)\,} ker je {\displaystyle ij=k\,}. 
Preslikava 
{\displaystyle t\mapsto {\begin{bmatrix}p&q\\q&p\end{bmatrix}},\quad p=w+xi,\quad q=y+zi}
je linearni prikaz algebre bikompleksnih števil kot podalgebra matrik {\displaystyle 2\times 2\,}. V nasprotju z večino matričnih algeber j eta algebra komutativna.

## Izomorfizmi z drugimi številskimi sistemi
Kadr sta w in z kompleksni števili
{\displaystyle w=~a+ib}
{\displaystyle z=~c+id}
kjer so 
- {\displaystyle a,b,c,d\,} realna števila

potem je algebra {\displaystyle t\,} izomorfna koničnim kvaternionom {\displaystyle a+bi+c\epsilon +di_{0}\,} z bazo {\displaystyle \{1,i,\epsilon ,i_{0}\}\,} z naslednjimi vrednostmi
{\displaystyle 1\equiv {\begin{bmatrix}1&0\\0&1\end{bmatrix}}\qquad i\equiv {\begin{bmatrix}i&0\\0&i\end{bmatrix}}\qquad \varepsilon \equiv {\begin{bmatrix}0&1\\1&0\end{bmatrix}}\qquad i_{0}\equiv {\begin{bmatrix}0&i\\i&0\end{bmatrix}}}.
So pa tudi izomorfni z bikompleksnimi števili (od multikompleksnih števil) z bazo {\displaystyle \{1,i_{1},i_{2},j\}\,}, ki so določeni kot
{\displaystyle 1\equiv {\begin{bmatrix}1&0\\0&1\end{bmatrix}}\qquad i_{1}\equiv {\begin{bmatrix}i&0\\0&i\end{bmatrix}}\qquad i_{2}\equiv {\begin{bmatrix}0&i\\i&0\end{bmatrix}}\qquad j\equiv {\begin{bmatrix}0&-1\\-1&0\end{bmatrix}}.}.
Kadar sta {\displaystyle w\,} in {\displaystyle z\,} kvaterniona z bazo {\displaystyle \{1,i_{1},i_{2},i_{3}\}\,} je nastala algebra identična s koničnimi sedenioni.